# 受養人
受養人指依靠他人作为主要收入来源的人。例如，未成年人是父母的抚养人或法定监护人。由普通法配偶在经济上支持的人也可以包括在这个定义中。在某些司法管辖区，赡养受扶养人可以使赡养人申请税收减免。
在英国，一名在高等教育中为另一名成年人提供经济支持的全日制学生可能有资格获得“成人受抚养人津贴”。香港入境處承認配偶、民事結合者、未成年子女及高齡父母作為受養人。